# Christian Vitzthum von Eckstädt (Beamter)
Christian Vitzthum von Eckstädt († 9. Oktober 1694) war ein kursächsischer Beamter. Er war Kammerherr und Hauptmann des Kurkreises in Wittenberg.

## Leben
Er stammte aus dem Adelsgeschlecht Vitzthum von Eckstädt und war der jüngste Sohn des Quedlinburger Stiftshauptmanns Christoph Vitzthum von Eckstedt. Seine Mutter war Sophia geborene Hahn. Daneben hatte er noch mehrere ältere Bruder, darunter Christoph Vitzthum von Eckstädt, mit denen es später langjährige Auseinandersetzungen um das väterliche Erbe geben sollte.
Christian Vitzthum von Eckstädt schlug eine Verwaltungslaufbahn im Dienste der Wettiner am Dresdener Hof ein. Er wurde Kammerherr in Dresden und Kreishauptmann in Wittenberg.
Christian Vitzthum von Eckstädt heiratete im fortgeschrittenen Alter die reiche Witwe von Albrecht Christian von Kromsdorf († 1684), an die dessen umfangreiche Besitzungen gefallen waren und die diese meist gewinnbringend verkaufte.  
Er hatte nur einen einzigen Sohn, den er nach seinem Vater Christoph Vitzthum von Eckstädt benannte und der zu seinem Universalerben wurde.